# Katalanska länderna
Katalanska länderna (katalanska: Països Catalans, [pəˈizus kətəˈɫans] eller [paˈizos kataˈlans]) refererar till de områden där det katalanska språket talas.
Det första omnämnandet av begreppet daterar sig till sent 1800-tal. Begreppet spreds dock inte utanför en mindre krets av katalanska författare, förrän i slutet av 1960- och början av 1970-talet. Då blev det här ursprungligen kulturella begreppet alltmer politiserat, när stödet för den spanska fascismen började falna i Spanien. Under den känsliga övergångsperioden från diktatur till demokrati blev de katalanska länderna ett högst kontroversiellt begrepp, mest märkbart under 1980-talet i den autonoma regionen Valencia.
Països Catalans – på katalanska oftast något kontroversiellt skrivet med stort P och C, likt ett namn på ett land – är inte lagligen definierat, och det finns inte heller någon universellt accepterad definition över vad begreppet ska täcka. Det kan referera endast till områden där olika varianter av den centralkatalanska huvuddialekten traditionellt talas, eller inkludera alla politiska enheter där katalanska har någon officiell status – trots att där också finns områden där man inte talar katalanska (ljusgrått på kartan till höger).

## Betydelser och namn

Språkens växlande utbredning, genom historien, i sydvästra Europa.

### Innebörd
De katalanska länderna har olika betydelser, beroende på sammanhang. I stora drag kan man dela in betydelserna i två olika grupperingar – den lingvistiska eller den politiska. Den politiska definitionen är den vidaste, eftersom denna också inkluderar den språkliga.
Som en lingvistisk term används Països Catalans på samma sätt som den engelskspråkiga anglosfären, den franskspråkiga frankofonin och motsvarande inom de portugisiskspråkiga (lusofoni) och spanskspråkiga delarna av världen.
Som en politisk term refererar den till ett antal olika politiska projekt som stötts av förespråkare av en katalansk självständighet. Dessa har utgått från den språkliga enheten/likheten och pekat på förekomsten av en gemensam nationell identitet som skulle förena alla dem som bodde i de olika territorierna. De här rörelserna har höjt rösten för ett "politiskt samarbete" mellan de olika territorierna, ofta för att förtydliga deras enighet och politiska självständighet.

### Andra namn
Som en följd av motståndet mot de här politiska projekten i vissa områden har vissa kulturinstitutioner valt att i stor utsträckning undvika begreppet Països Catalans; man kan istället tala om katalanskspråkiga länder eller det katalanska språkets område (katalanska: terra de parla catalana).
Den digitala nyhetstidningen Andorra Directe har valt att ta upp nyheter från de katalanskspråkiga områdena (utanför Andorra) under rubriken "Cataland". Detta är en sammandragning av dels till den vanliga germanskspråkiga beteckningen på länder, dels till ordet Catalans (katalaner). Webbtidningen Vilaweb samlar sina nyheter om de katalanskspråkiga områdena under namnet País ("landet"), med underkategorier för de olika territorierna; här inordnas nyheterna om själva Katalonien i kategorin Principat ("furstendömet", syftande på det tidigare furstendömet Katalonien under Aragonska kronan).

## Inblandade territorier
Olika varianter av katalanska talas i:
- de spanska autonoma regionerna:
  - Katalonien — även om man i comarcan Val d'Aran räknar occitanska som områdets inhemska språk;
  - Balearerna;
  - Valencia (där som valencianska), med undantag av ett antal västliga och sydliga comarcor där endast spanska talas;
  - Murcia, i det lilla valencianskspråkiga gränsområdet El Carche;
  - Balearerna;

- Andorra, en självständig europeisk stat där katalanska är nationalspråk och enda officiella språk;
- det mesta av det franska departementet Pyrénées-Orientales, även kallat Le Pays catalan (det katalanska landet) på franska eller Catalunya (del) Nord (Nordkatalonien) på katalanska;
- den italienska staden Alghero på Sardinien, där den katalanska varianten algueresiska fortfarande talas.

Katalanska är officiellt språk i Andorra, tillsammans med spanska och occitanska officiellt språk i Katalonien, tillsammans med spanska officiellt språk i Balearerna och i regionen Valencia (i den senare under namnet valencianska) och tillsammans med italienska officiellt språk i staden Alghero. Det är också ett av Italiens erkända minoritetsspråk, vid sidan av sardiska.
Katalanska är inte officiellt språk i vare sig Aragonien, Murcia eller Pyrénées-Orientales, trots att departementsstyret i Pyrénées-Orientales 10 december 2007 officiellt erkände katalanskan och franska som departementets egna språk. 2009 förklarades katalanskan som llengua pròpia (tillsammans med aragonska) i den autonoma regionen Aragonien.

Esteladan, den nationalistiska varianten av den katalanska flaggan, ses ofta som symbol för de katalanska länderna. Antingen den med blå eller röd stjärna har använts.

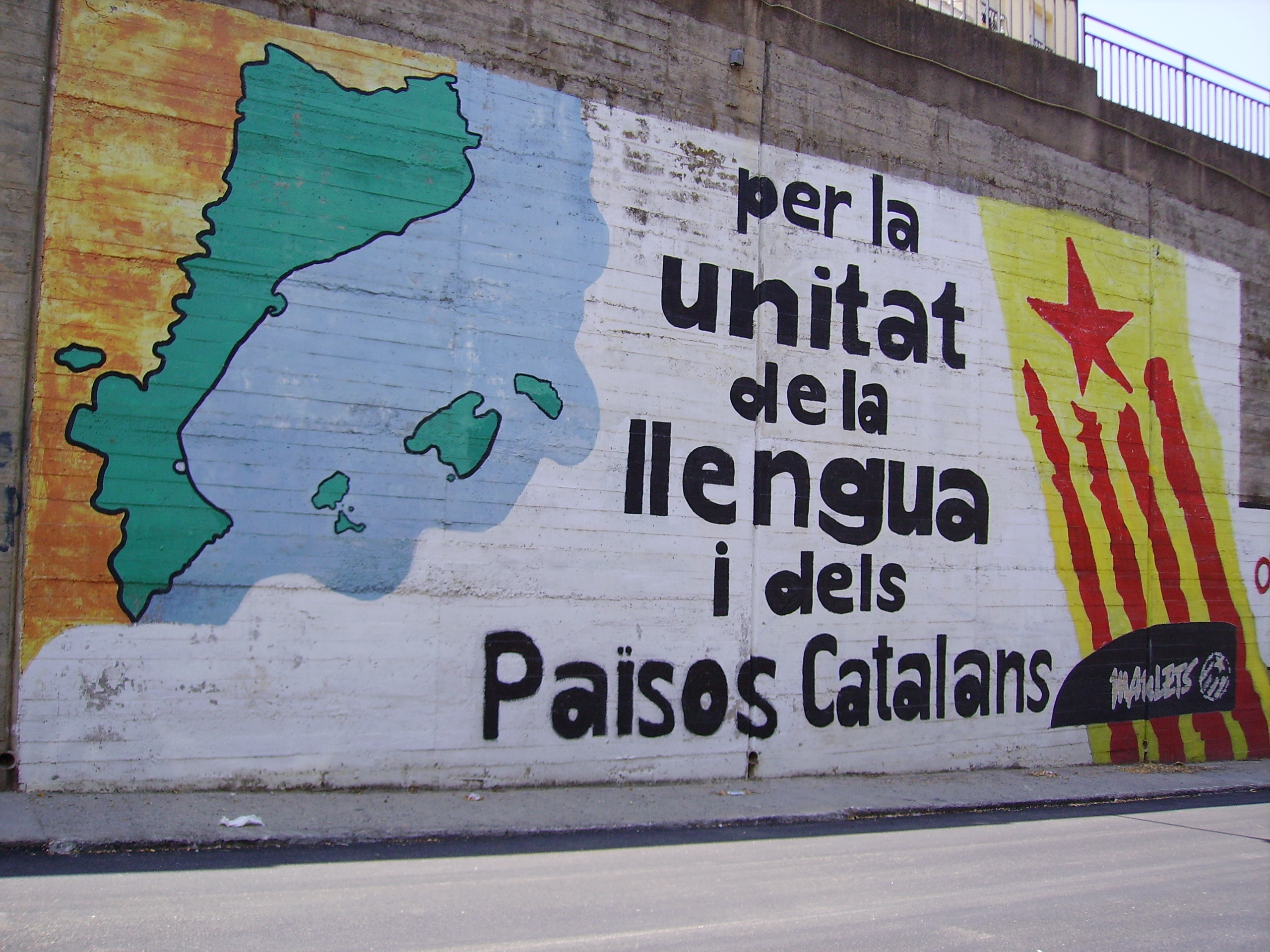
Graffiti i Argentona. Texten lyder "för språkets enighet och Katalanska länderna".

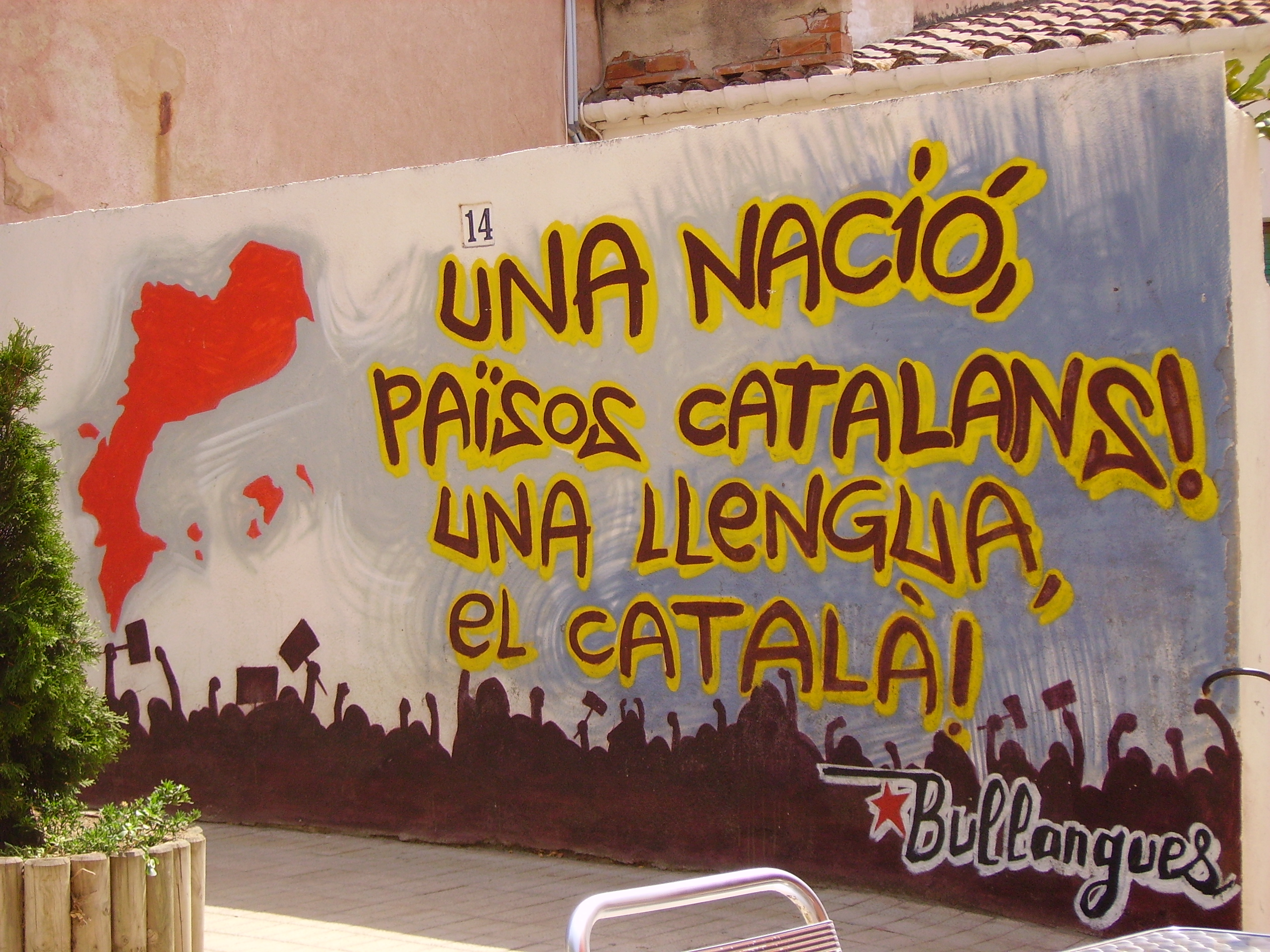
Graffiti i Vilassar de Mar som lyder "En nation, Països Catalans! Ett språk, katalanska!"

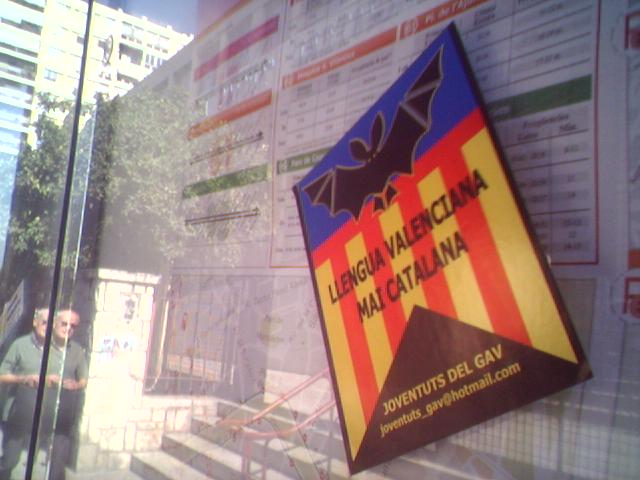
Affischering på en busskur i Valencia, där budskapet är "Valencianska – aldrig katalanska".

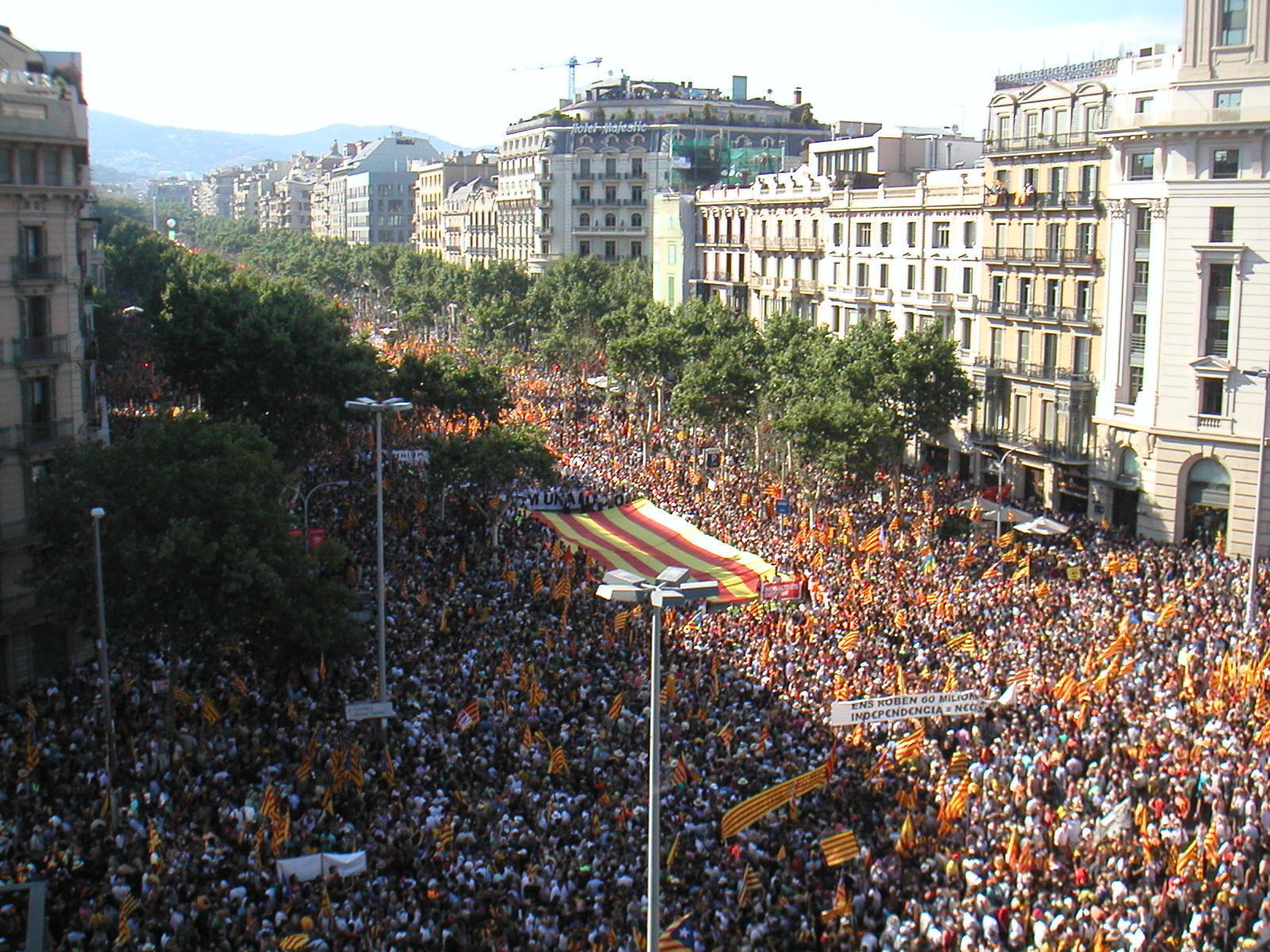
Den katalanska nationalismen visade sig juli 2010 i en stor demonstration i Barcelona. Motsvarande yttringar saknas nästan helt i Valencia och andra delar av det katalanska språkområdet.

## Kulturell dimension

### Kultursamverkan över regiongränserna
Flera initiativ och samarbetsprojekt har startats hos några av de inblandade regeringarna och kulturinstitutionerna. Ett sådant initiativ är Institut Ramon Llull (Ramon Llull-institutet, IRL), grundat 2002 av regionstyrena i Balearerna och Katalonien. Dess huvudsakliga mål är att främja det katalanska språket och kulturen i utlandet i alla dess former och dialekter, inklusive verk av författare, artister och vetenskapsmän från de samarbetande regionerna. 2008 skapade IRL och Andorras regering gemensamt Fundació Ramon Llull (Ramon Llull-stiftelsen, FRL), en internationell kulturinstitution med samma syfte som IRL och skapad för att kunna utsträcka samarbetet till alla "katalanska länder". Året före hade Andorra deltagit i IRL:s arbete på Bokmässan i Frankfurt.
2009 gick departementsstyret i Pyrénes-Orientales, stadsstyret i Alghero och Xarxa de ciutats valencianes Ramon Llull ('Ramon Llull-nätverket av valencianska städer') med i samarbetet inom FRL.
December 2012 valde regionen Balearerna, under styre av det konservativa Partido Popular, att låta regionen lämna samarbetet inom Institut Ramon Llull, vilket innebar att IRL då framstod som en i första hand Katalonien-styrd institution. Detta ledde senare till att 32 av öns kommuner förenade sig i ett nätverk (Xarxa de Municipis i Entitats Balears pel Ramon Llull) som – liksom det valencianska kommunätverket ovan – gick med som partner inom Fundació Ramon Llull.
Ett annat exempel på regionalt samarbete är Xarxa Vives d'Universitats (Vives universitetsnätverk, XVU), ett nätverk av universitet inom det katalanska språkområdet.

## Politisk dimension

### Bakgrund
Termen är kontroversiell, eftersom många icke-katalaner ser hela konceptet Països Catalans – särskilt när det skrivs med inledande versaler – som en regionalism som sätter sig i motsättning mot en spansk eller fransk nationell identitet. Andra ser det som ett Katalonienstyrt försök att anlägga historiska anspråk på historiska katalanska regioner i södra Frankrike eller i spanska regioner där man anser att man har egna kulturella särdrag som inte nödvändigtvis får plats inuti en Kataloniencentrerad identitet. Vissa författare – även författare verksamma inom den katalanska litteraturen, har kallat termen "opraktisk" eftersom den genererat mer motstånd än positiv respons.
Så i stora delar av det område som vissa ser som katalanska länderna finns det knappt någon katalansk nationalkänsla. I Valenciaregionen är Esquerra Repúblicana del País Valencià (ERPV) det enda parti som ger sitt tydliga stöd till Països-idén, men dess representation är begränsad till sammanlagt fyra ledamöter i tre olika kommunfullmäktige (av sammanlagt 5 622 valbara platser i 542 valencianska kommuner). Partiet har två gånger (2003 och 2007) ställt upp i de allmänna valen på regionnivå och fått mindre än en halv procent av det totala röstetalet.  Dess roll inom valenciansk politik är för närvarande marginell.
Det finns andra partier som talar om termen bara i sin kulturella eller lingvistiska betydelse. Där finns bland annat Bloc Nacionalista Valencià ('Valencianska nationalistblocket', BNV), som är det största valenciansknationalistiska partiet i Valenciaregionen. BNV:s mål är att "nå full nationell suveränitet för det valencianska folket, och få en suverän valenciansk att stadfästa en deklaration som ger möjlighet till associering med länder som delar samma språk, historia och kultur". Inför 2011 års regionval var partiet inblandat i ett nytt valsamarbete betitlat Coalició Compromís ('Kompromisskoalitionen') som slutligen vann sex mandat (av sammanlagt 99) i regionparlamentet.
Några av de mest aktiva försvararna eller understödjarna av konceptet Països Catalans har varit av valencianskt ursprung, inklusive Joan Fuster, Josep Guia och Vicent Partal.

### 1980-talet
Ämnet var en het potatis under den politiskt känsliga övergångsperioden till demokrati efter Francos död, särskilt i och kring staden Valencia. Åren runt 1980, när systemet med autonoma regioner höll på att utformas, nådde kontroversen full styrka. Ett antal valencianska högerpolitiker (ursprungligen
Olika valencianska högerpolitiker (ursprungligen från det Adolfo Suárez-ledda Unión de Centro Democrático) var rädda för vad de såg som ett försök från Katalonien att annektera regionen. Detta gav bränsle till en våldsam "anti-katalansk" kampanj riktad mot lokala Països Catalans-anhängare, där man till och med (utan framgång) försökte sig på väpnade attacker mot författare som man ansåg var viktiga Països Catalans-anhängare – inklusive namn som Joan Fuster och Manuel Sanchis i Guarner. Det nybildade Unió Valenciana ägnade sig under en period åt en tydlig anti-katalansk politik, en politik som runt millennieskiftet minskade i betydelse allteftersom den tidiga kontroversen kring den demokratiska övergångsperioden mer och mer blev historia.

### Senare år
Konfrontationen mellan politiker från Katalonien och Valenciaregionen minskade under 1990-talet, parallellt med att det valencianska regionstyret fick etablerad status. Däremot är det fortfarande ett irritationsmoment i relationerna mellan Katalonien och vissa andra spanska regioner. I vissa läger ses Kataloniens marknadsföring internationell från viss distans, och att katalanska kulturorganisationer som Òmnium Cultural mer tydligt tagit ställning för katalansk självständighet har inte underlättat relationerna mellan de katalanskspråkiga regionerna. Begrepp som Països Catalans eller País Valencià ('Valencianska landet') ses fortfarande med misstro från många. Dessutom har det styrande partiet i Valenciaregionen sedan 2011 (Partido Popular) genomdrivit ett antal åtgärder som vissa sett som rent antikatalanska, inklusive nedläggningar av TV-bolag (se Radiotelevisió Valenciana) och minskad plats för valencianska i undervisning och administration.
Begreppet Katalanska länderna nämns inte inom politiken i några andra katalanskspråkiga territorier, vare sig i Andorra, La Franja, Carche eller Alghero. I regionen Balearerna är det politiska stödet för partier anknutna till katalansk nationalism motsvarande 10 procent av rösterna. Samtidigt är Partido Popular – som kraftigt motsatt sig allt vad Països Catalans heter – styrande parti både i Valenciaregionen och i Balearerna.
Ämnet kom dock upp på den politiska agendan december 2013, när det baleariska regionstyret gjorde en officiell deklaration till försvar för sin autonomi och till svar på ett deklaration av Kataloniens regionparlament som tog upp ämnet. I den baleariska deklarationen uttalade man att "Balearernas parlament understryker att de så kallade "Katalanska länderna" inte existerar och att Balearerna inte på något sätt är del av ett "Katalanskt land".
Juli 2014 var officiella delegationer från Kataloniens regionstyre och Òmnium Cultural (en katalansk kulturorganisation som på senare år blivit stark förespråkare för Kataloniens självständighet) på besök i Alghero. Carlo Sechi, före detta borgmästare i Alghero, kallade besökarna för kolonialister och besöket ett försök att blanda sig i Algheros egna göromål.

### Den spanska författningen
1978 års spanska författning innehåller en klausul som förbjuder bildandet av federationer mellan de autonoma regionerna. Så om idén om de katalanska länderna skulle vinna demokratiskt stöd vid allmänna val, vore man ändå tvungen att göra ett spanskt författningstillägg för att kunna ge de "katalanska länder" som ligger inom Spaniens gränser tillstånd att skapa ett gemensamt parlament (eller motsvarande).
Det finns dock redan en liknande tilläggsklausul i Spaniens författning. Där tillåts Navarra förena sig med Baskien, om dess befolkning så önskar.

## Regional utveckling
De katalanska ländernas utveckling har under senare århundraden delvis skett separat, allt eftersom territorierna inlemmats i olika stater. Katalanskan har dock levt kvar, numera dock ofta som ett minoritetsspråk.

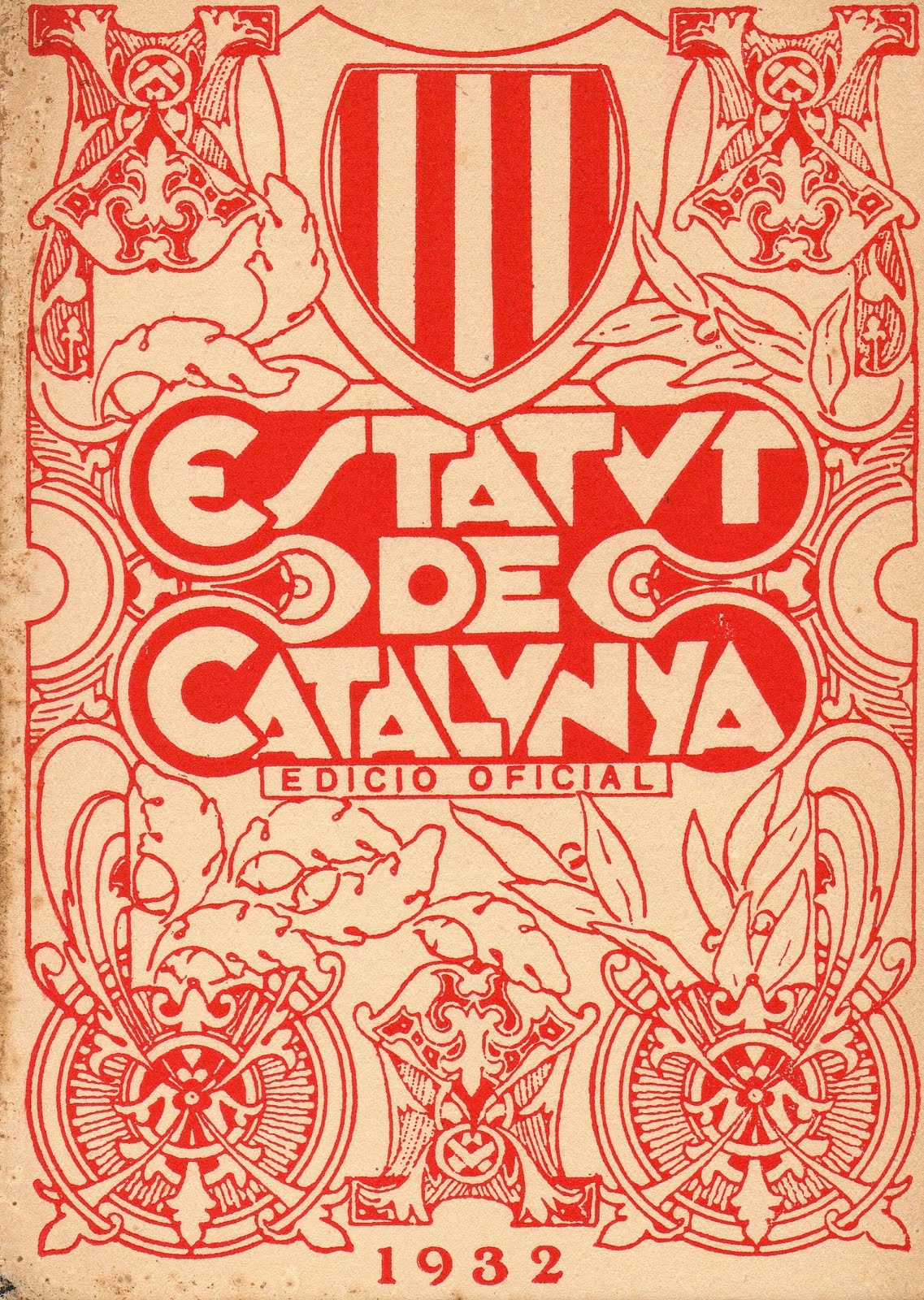
1932 års katalanska statuter för autonomi, vilka gällde åren 1932–33 samt återigen 1936–38/39.

- Katalonien har ända sedan medeltiden varit det viktigaste centret för katalansk politik och kultur. Barcelonas roll som hamn- och storstad redan under det aragonska rikets tid följdes av en relativ nedgång under 1500-, 1600- och 1700-talen. Men därefter inleddes en industrialisering som både väckte den katalanska nationalismen till liv (efter det sena 1800-talets renaixença) och genererade en stor inflyttning från andra delar av Spanien. 2010 stod Katalonien för knappt 19 procent av Spaniens BNP,[30] med drygt 16 procent av befolkningen.[31]

- Balearerna befolkades av katalanskspråkiga invandrare i samband med reconquistan i början av 1200-talet. Ögruppen var självstyrande fram till 1349, då det slutligen inlemmades i det aragonska kungariket. Genom en relativ isolering utvecklades också den lokala dialekten – baleariskan – parallellt med katalanskan på fastlandet. På Mallorca framträdde Raimundus Lullus som en av de tidigaste författarna på det katalanska språket. Den nordligaste ön, Menorca, var en brittisk besittning under större delen av 1700-talet och återlämnades slutligen till Spanien 1802.

Under 1900-talets andra hälft har ögruppen sett en stor inflyttning av fastlandsbor, kanske främst genererat av den växande turistnäringen. Detta har inneburit att spanskan i större delen av regionen tagit över som förstaspråk. En undersökning från 2003 rapporterade att 74,6 procent av ögruppens befolkning kunde tala katalanska (av någondera dialekt).
- Regionen Valencia etablerades som en egen stat i samband med reconquistan under 1200-talet; den blev då den tredje staten under den aragonska kronan, vid sidan av Katalonien och Aragonien självt. Efter utflyttning/fördrivning av den muslimska befolkningsmajoriteten återbefolkades området från två håll, med katalanskspråkiga invandrare längs med kusten och spansk/aragonsk-talande invandrare i inlandet. Än idag finns språkgränsen kvar, även om spanskan tagit över helt i inlandet och är väl spridd även i kustområdena.

Under det sena 1900-talet blev åter valencianskan officiellt språk i regionen, men samarbetsproblem med Katalonien har gjort att den valencianska språkutvecklingen i stor utsträckning stannat av och spanskan på senare år istället vunnit mer mark. 2010 rapporterades att cirka 30 procent av befolkningen använde valencianska som talspråk hemma eller bland vänner, medan knappt 25 procent nyttjade språket i affärskontakter.
Regionen har också drabbats hårt av det tidiga 2000-talets ekonomiska kris. November 2014 var 522 000 invånare i regionen arbetslösa, och tidigare har siffror på cirka 25 procents arbetslösa noterats. En massuppsägning av personal vid det regionägda radio- och TV-bolaget Radiotelevisió Valenciana ledde november 2013 till en långvarig arbetskonflikt och slutlig nedläggning.
- El Carche är en liten del av östligaste Murcia-regionen med till stora delar katalansktalande befolkning.[36] Området ligger i anslutning till Elche (valencianska: Elx) på den valencianska sidan gränsen och koloniserades av katalanskspråkiga nybyggare i samband med reconquistan. Regionen var dock fortsatt befolkad av morisker (tvångskristnade muslimer) fram till början av 1600-talet, då kungligt påbud tvang dem att lämna Spanien. El Carche är ett glest befolkat bergsområde, och den 300 kvadratkilometer stora regionen hade 1950 cirka 3 000 invånare. Sedan dess har en kris inom jordbruksproduktionen lett till ökad utflyttning, och år 2005 fanns här endast 533 registrerade invånare.

- La Franja (den östligaste delen av Aragonien, längs med gränsen mot Katalonien) orienterades med den förbättrade administrationen och kommunikationerna mer mot regionhuvudstaden Zaragoza. Den aragonska huvudstadsbefolkningen hade sedan slutet av medeltiden successivt övergått till att tala kastilianska. Än idag saknar katalanskan i östra Aragonien officiell status. Begreppet La Franja (de Ponent) ("Gränsremsan [i väster]") myntades i Katalonien, medan man i Aragonien tidigare inte definierat de katalanskspråkiga områdena i öster på något särskilt vis. Parallellt med framväxten av den katalanska nationalismen har Aragoniens regionregering stiftat lagar som medvetet undviker att nämna det katalanska språket;[37] språket i området definieras enligt regionstyret sedan 2013 som LAPAO (Lengua Aragonesa Propia del Área Oriental – 'Aragoniens eget språk i det östra området').[38]

- Andorra är en rest av det medeltida systemet av småstater mellan morernas Spanien och Frankerriket (senare Frankrike). Runt och söder om Pyrenéerna fanns länge en mängd mindre, kristet styrda statsbildningar, varav alla utom en senare integrerades i Spanien (bildat 1479). Andorra, som erövrats år 803 från morerna och 819 gavs som gåva av frankerkungen Ludvig den fromme till den katalanska biskopen av Urgell, blev dock omtvistat. Från 1278 delades överhögheten med greven av Foix, som idag motsvaras av Frankrikes president.[39] Områdets läge bland isolerade bergsdalar har underlättat dess fortsatta självständighet, och det lokala språket – en variant av occitanoromanska som i likhet med dialekter i söder och öster utvecklades till dagens katalanska – har fortsatt som huvudsakligt modersmål. Först under 1900-talets ökade turism, taxfree-försäljning (lokal beskattningsrätt infördes först i samband med självständighetsförklaringen 1993[40]) och arbetskraftsinvandring har spanska, franska och portugisiska kommit att bli stora språk i landet.[41]

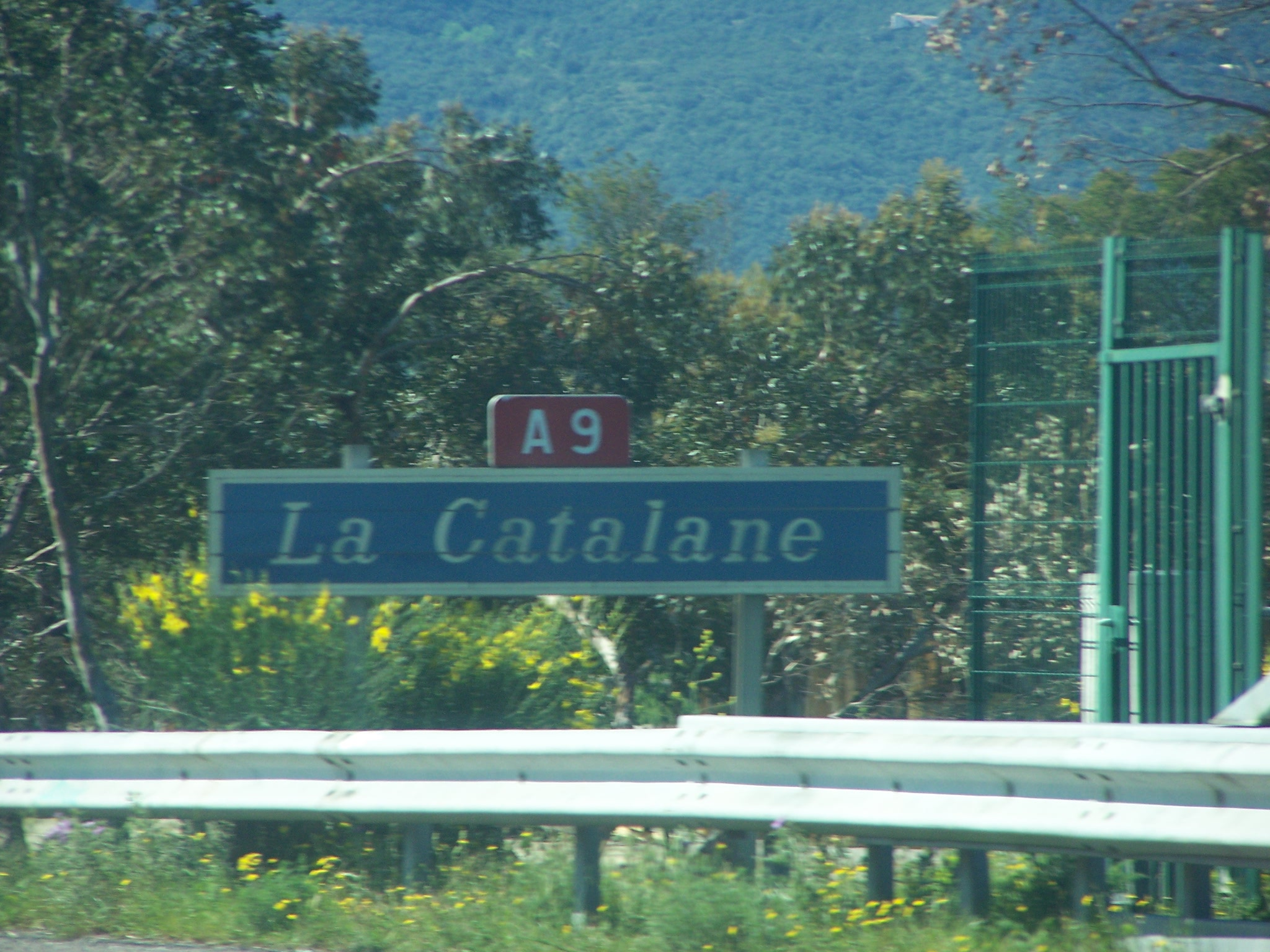
Motorväg A9 kallas i sin sträckning genom Pyrénées-Orientales även La Catalane ('den katalanska').

- Motorväg A9 kallas i sin sträckning genom Pyrénées-Orientales även La Catalane ('den katalanska').Roussillon (även benämnd som Nordkatalonien; från 1790 motsvarande Pyrénées-Orientales) övergick efter trettioåriga kriget till Frankrike.[42] I det östra kustområdet levde då många på försäljning av salt, producerat i saliner. Frankrike införde 1661 en statlig saltskatt, vilket slog hårt mot den lokala salthandeln och ledde till lokala uppror[43] som inte kvästes fullständigt förrän 1675.

Under franskt styre blev franska det enda officiella språket. Trots detta levde katalanskan i stort sett kvar som lokalt tungomål, och ännu 1998 rapporterades att 34 procent talade katalanska.
2003 invigdes Porta dels Països Catalans ('Katalanska ländernas port') vid motorväg A9 – här även kallad La Catalane – i norra delen av området. Monumentet, som ritats av skulpturen Emili Armengol, är en stor båge med fyra vertikala öppningar à la ränderna i senyeran.
- Alghero – liksom övriga delar av Sardinien – erövrades av Aragonien i etapper från tidigt 1300- till tidigt 1400-tal. Staden och ön skulle komma att lyda under den aragonska kronan (så småningom inom den spanska staten) fram till 1713 års fred i Utrecht. Med den aragonska erövringen av ön följde också ett införande av feodalism, vid en tid då övriga Europa hade börjat avskaffa det feodala systemet. I avsides belägna landsdelar – Sardinien låg långt från hoven på iberiska halvön – var dock systemet med länsherrar ett användbart sätt att utsträcka kungamakten på andra sidan havet.

Alghero erövrades av Aragonien 1353, och efter flera lokala revolter förvisades den lokala befolkningen från staden, vilken därefter återbefolkades av katalanska kolonister. I början av 1500-talet fick staden en speciell kunglig status, vilket stärkte dess utveckling, men i övrigt stagnerade utvecklingen. Spaniens intressen upptogs allt mer av de transatlantiska besittningarna, alltmedan det växande Osmanska riket begränsade handeln österut över Medelhavet. 1720 togs hela Sardinien över av det Piemonte-baserade Huset Savojen, och därigenom inlemmades det under 1800-talet i det pånyttfödda Italien. Efter andra världskriget har Alghero blivit en allt viktigare turistort, medan katalanskan idag är modersmål hos drygt 20 procent av stadsbefolkningen.

## Namn och namngivning

### Etymologi
Termen Països Catalans finns första gången dokumenterad i "Historia del Derecho en Cataluña, Mallorca y Valencia. Código de las Costumbres de Tortosa, I" (Historien om lagstiftningen i Katalonien, Mallorca och Valencia. Tortosas tullkod, I) skriven av den valencianske juridikhistorikern Benvingut Oliver i Esteller.
Begreppet både ifrågasattes och fick ny kraft genom användningen av den motsvarande termen occitanska länderna i Oficina de Relacions Meridionals skriven 1933 i Barcelona. Ytterligare ett namnförslag som en tid rönte viss popularitet under det tidiga 1900-talet var "Pàtria llemosina" (Limousinska moderlandet); det föreslogs av Victor Balaguer som en federation av katalanskspråkiga provinser. Båda de här benämningarna baserade sig på teorin att katalanska är en occitansk dialekt.
Ingen av de tre ovanstående termerna fick någon större spridning. Konceptet i stort sett försvann, tills det fler årtionden senare återupptäcktes, omdefinierades och placerades mitt i en ny debatt om den kulturella hemvisten av den valencianske författaren Joan Fuster. I sin bok Nosaltres els valencians ('Vi valencianer'), tryckt 1962, gjorde han en politisk nytolkning av konceptet. Medan begreppet ursprungligen i allmänhet syftade på katalanskspråkiga områden, utvecklade Fuster en politisk medvetenhet snarlik senare tiders katalanska nationalism. Den nya innebördet av begreppet refererade till de Katalanska länderna som en mer eller mindre enhetlig nation och med en gemensam kultur. Man ansåg att detta område, som delats upp genom historien, borde återskapas som nation – även politiskt. Fusters användning av Països Catalans vann popularitet, och andra tidigare förslag som Comunitat Catalànica ('Katalaniska gemenskapen') eller Bacàvia (sammandragning av Balearerna-Katalonien-Valencia) marginaliserades.
Idag är begreppet katalanska länderna politiskt laddat, och det förknippas oftast med katalansk nationalism och anhängarna till Kataloniens självständighet. Idén att förena de här olika territorierna i en självständig stat stöds av ett antal politiska partier, där ERC (ett av de stora partierna i Kataloniens parlament) är det mest framträdande.

### Gator, torg och symboler

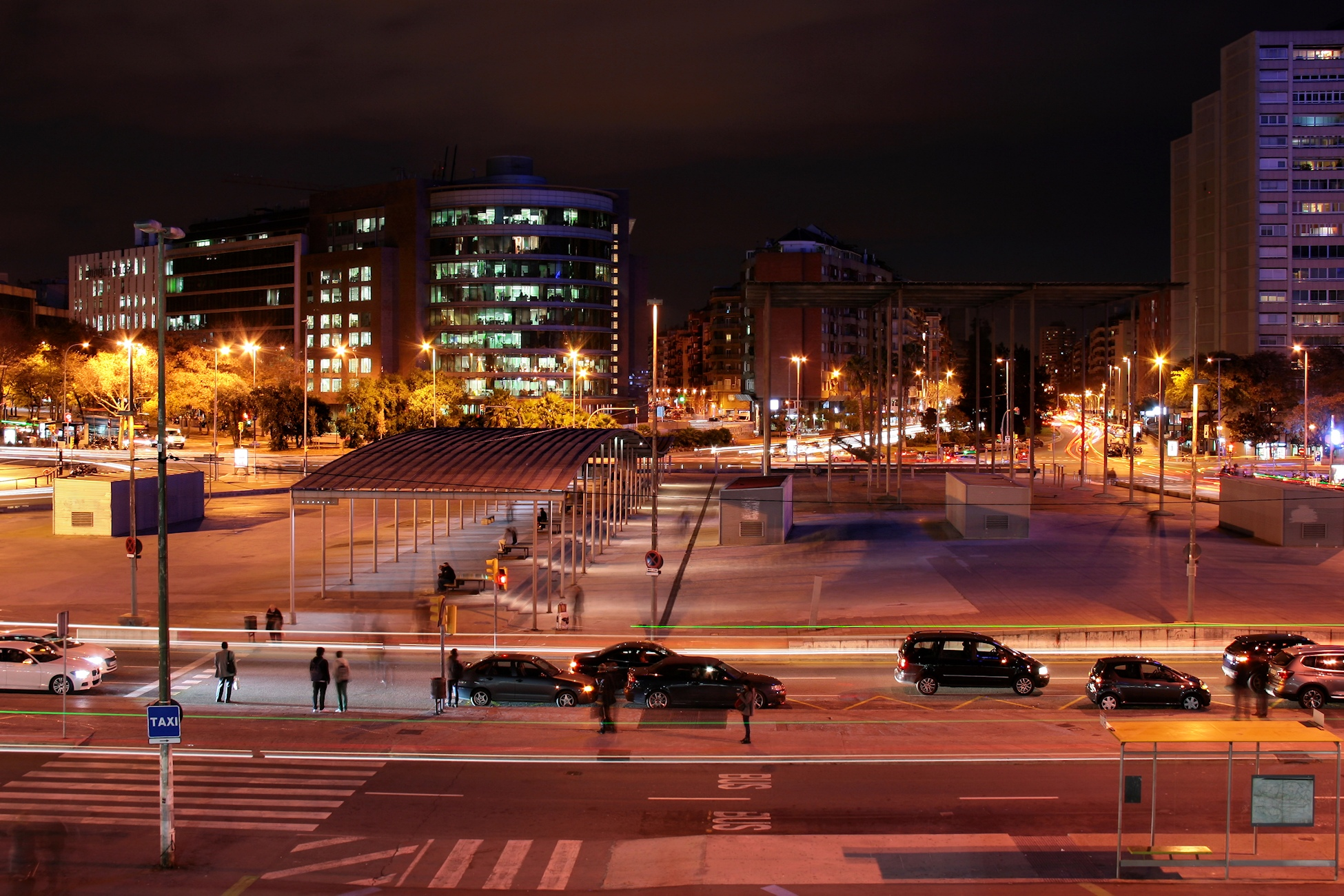
Plaça dels Països Catalans är sedan 1989 namnet på en öppen plats nära järnvägsstationen Estació Barcelona-Sants.

Begreppet Països Catalans har på senare år fått stor spridning vid namngivning av gator och torg runtom i Katalonien. Dessa kommunala beslut har gynnats av att en majoritet av Kataloniens kommuner organiserat sig till stöd för självständighet (från Spanien), för Katalonien eller de katalanska länderna. Namngivningarna gäller både större (ofta benämnda avinguda ['aveny'] eller passeig ['led']) och mindre (ofta med namnet carrer ['gata']) trafikleder och platser. Nedan listas ett ofullständigt urval:
- Avinguda dels Països Catalans – gator i Reus[49], Tarragona[50] och Vic
- Avinguda dels Païssos Catalans – gata i Manresa[51]
- Avinguda Països Catalans – gata i Banyoles[52]
- Carrer dels Paisos Catalans – gata i Sant Feliu de Llobregat[53]
- Carrer dels Països Catalans – gata i Rubí[54]
- Passeig dels Països Catalans – gata i Salt nära Girona[55]
- Plaça dels Països Catalans (namngiven 1989[56]) – ett torg nära Estació Barcelona-Sants
- Plaça Països Catalans – trafikplatser i Lleida[57] och Martorell[58]
- Rambla dels Paisos Catalans – gata i Vilanova i la Geltrú[59]
- Ronda dels Països Catalans – gata i Mataró[60]

Detta offentliga namnbruk saknas i princip helt utanför själva Katalonien, i regioner där begreppet fått mindre spridning och ofta är mer politiskt kontroversiellt.

## Symboler och minnesmärken
Bredvid den franska A9-motorvägen, strax söder om gränsen mellan departementen Aude och Pyrénées-Orientales, står Porten till de katalanska länderna (katalanska: Porta dels Països Catalans; franska: La Porte des Pays Catalans). Denna tolv meter höga "portal" är ritad av den Barcelona-baserade skulptören Emili Armengol och invigdes 2003 efter en 20 år lång och komplicerad konstruktionstid. Utformningen utgörs av en hög kamliknande båge med fem ben, där mellanrummen mellan benen ska symbolisera de fyra strecken från den katalanska flaggan.
Vid gränsen mellan Spanien och Frankrike, ett antal mil längre söderut, finns ytterligare ett katalanskt monument placerat invid A9. Det handlar här om en 80 meter hög pyramid konstruerad av schaktningsmaterial efter motorvägsbygget. På toppen av pyramiden, ritad av den katalanske arkitekten Ricardo Bofill, finns ett monument i tegel där en variant av "de fyra katalanska pelarna" står i centrum. Monumentet påbörjades 1974 och invigdes 1976, året efter Francisco Francos död.
Ytterligare en hänvisning till de fyra röda strecken i den katalanska flaggan står sedan 2011 nedanför trappan upp till Museu Nacional de Catalunya. Det är Quatre Columnes, de fyra kolonner som Josep Puig i Cadafalch ritade och som ursprungligen restes 1919. Dagens kolonner är rekonstruktioner av de ursprungliga kolonnerna som raserades 1928 av den dåtida spanska diktatorn Primo de Rivera.

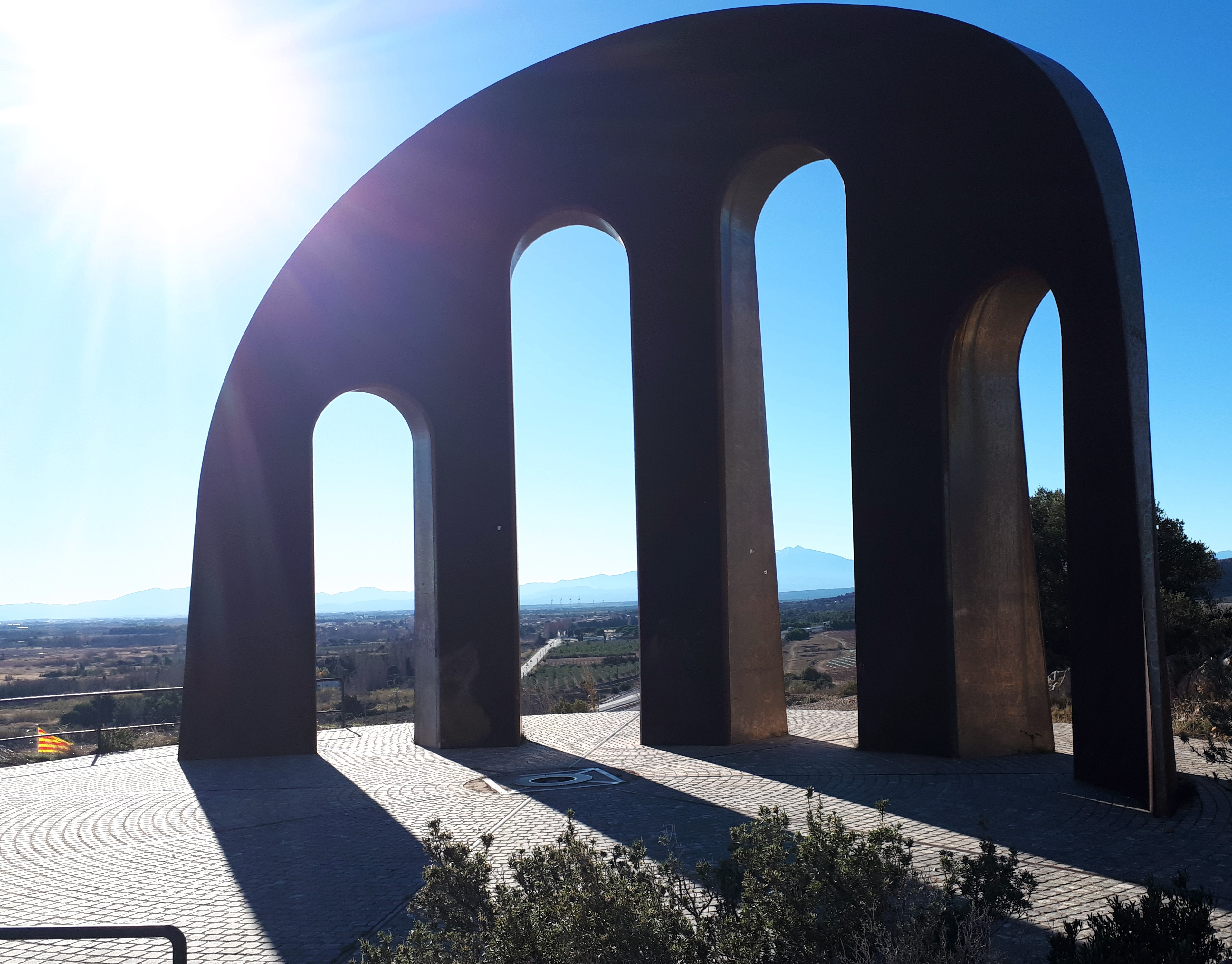
Porten till de katalanska länderna, i Salses-le-Château.
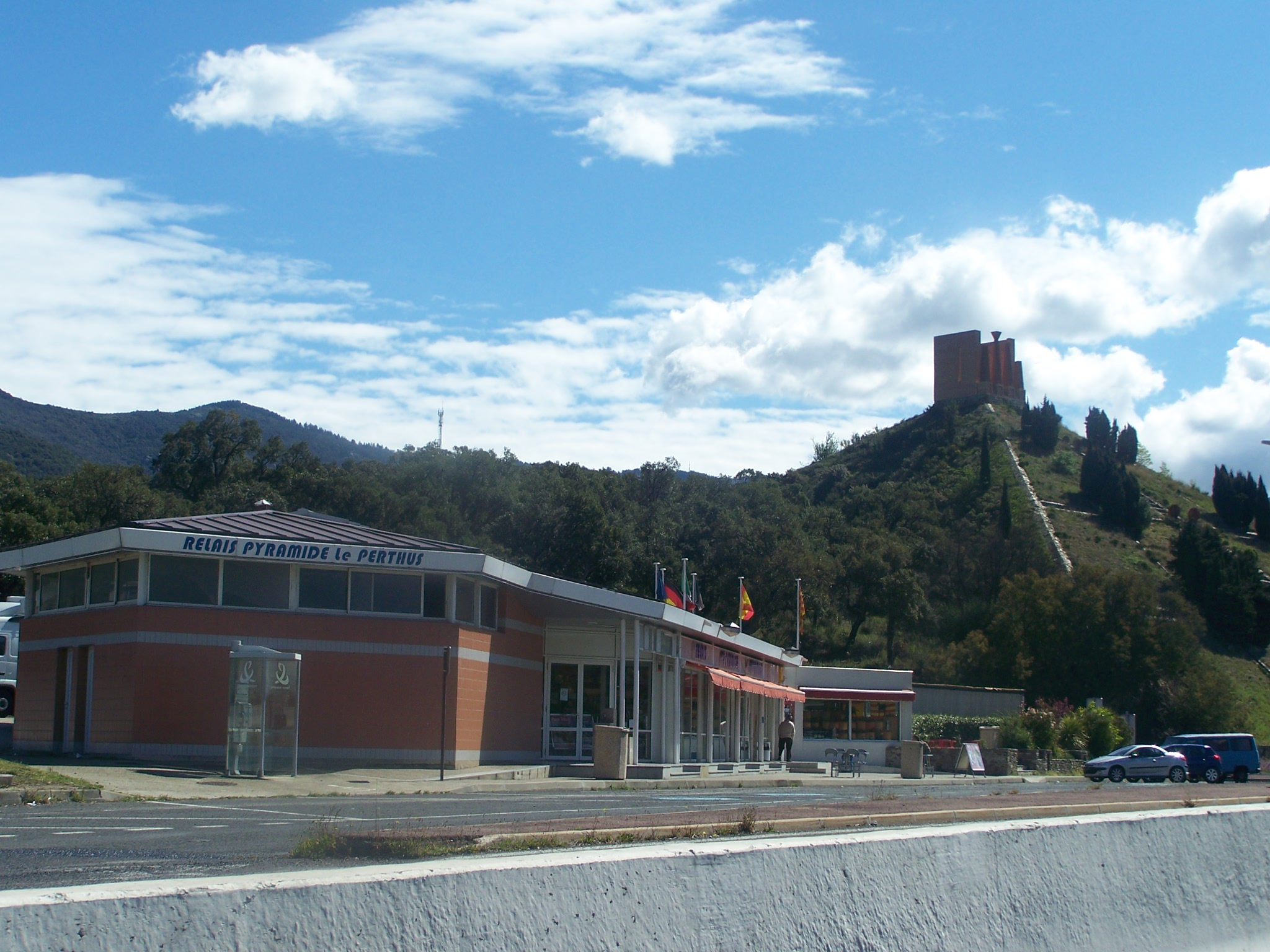
Le Perthus-pyramiden, norr om den nuvarande landsgränsen.
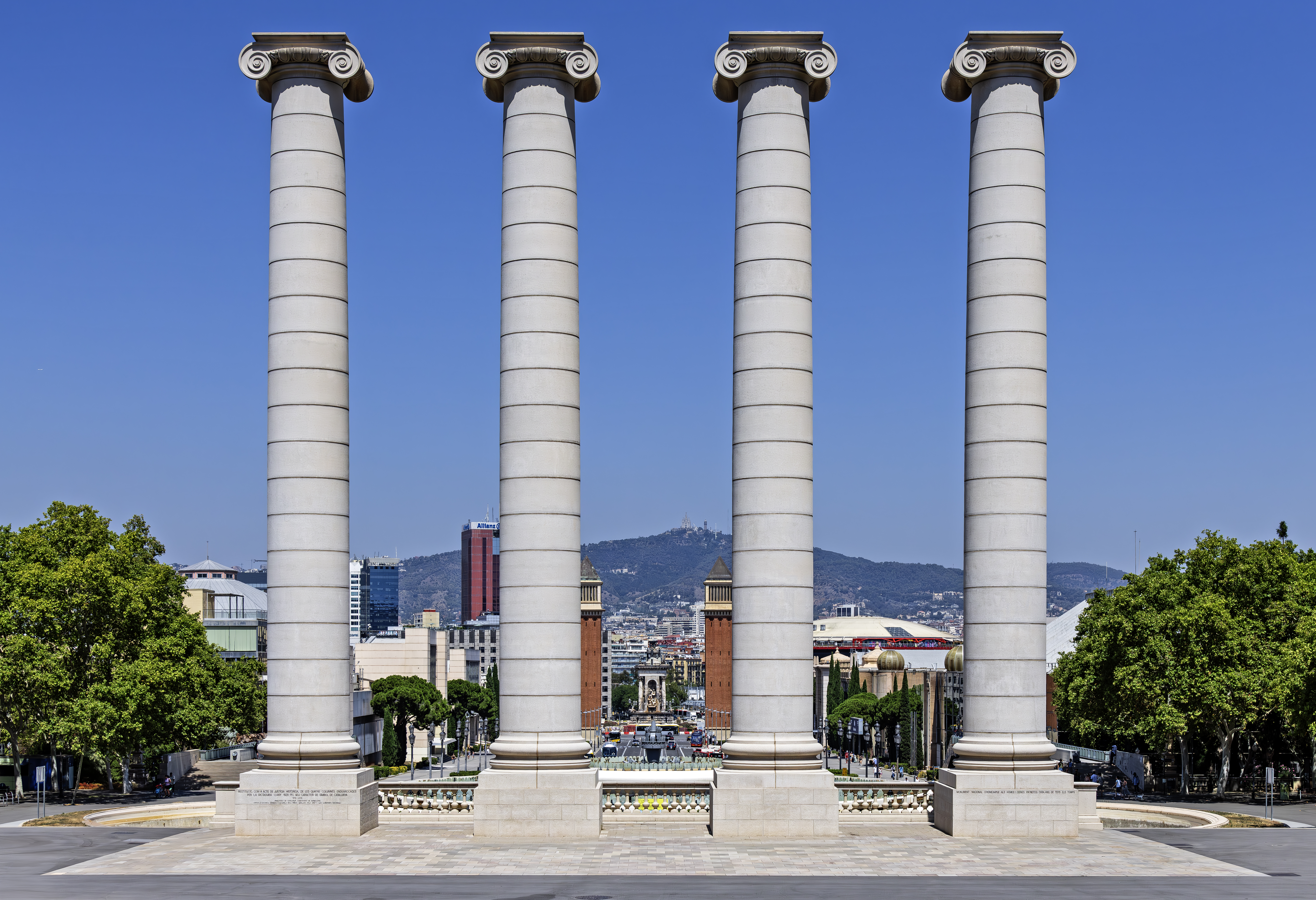
Quatre Columnes i Barcelona.